# Сіріан
Сіріан Александрійський (дав.-гр. Σῠρίανος ὁ Ἀλεξάνδρεῖος, кінець IV — початок V ст.) — античний філософ-неоплатонік, представник Афінської школи неоплатонізму, коментатор Платон а і Арістотеля.
Учень і наступник Плутарха Афінського на посту схоларха Платонівської академії.

## Життя
Він був уродженцем Александрії, Єгипту і сином Філоксена. Ми мало знаємо про його особисту історію, але про те, що він приїхав до Афін і з великим завзяттям навчався у Плутарха Афінського, керівника школи неоплатоністів, який ставився до нього з великим захопленням і прихильністю і призначив його своїм наступником. Він є важливим як учитель Прокла і Гермія. Проклус ставився до нього з найбільшою пошаною і давав вказівки, щоб після його смерті він повинен бути похований в одній гробниці з Фемістієм.

## Нарис
Відомий як коментатор Аристотеля; коментував «Категорії», «Про тлумачення», «Аналітику І», «Фізику», «Про небо» і «Про душу». Збереглися коментарі Сіріана до III, IV, XIII та XIV книг «Метафізика», в яких він відстоює платонівське вчення про ідеї проти критики з боку Аристотеля (Що в цілому було нехарактерно для загальної тенденції коментаторів-неплатників примиряти вчення Арістотеля і Платона).
З фрагментів та свідчень відомі коментарі Сіріана до «Органону».
Також збереглися коментарі до двох риторичним творів Гермогена Тарського. Відомий коментар Гермія Олександрійського до платоновского «Федру» являє собою запис лекцій Сіріана.
Зі свідчень відомо про втрачені твори Сіріана про згоду між Орфеєм, Піфагором і Платоном, написаному з ухилом в неопіфагореізм і нумерологію.
Сіріан виявляв великий інтерес до поезії, насамперед до Гомеру і до Орфея (під Орфеєм за часів Сіріана бачили цілком реальний автор великого корпусу філософсько-поетичних творів). Сіріан також цікавився містичною літературою.
Цікаві відомості про це містяться у Марина: «Від цього ж вчителя [Сіріана] сприйняв він [Прокл] і початку орфического і халдейського богослов'я …».
Вплив Сіріана поширювався і на Афінську і на Олександрійську школи неоплатонізму. Прокл називає його своїм батьком і вважає зразком справжнього філософа. «[Сіріан] після богів є для нас вождем всього прекрасного і благого», "… Наш вождь, воістину Вакх, який особливо надихався Платоном і аж до наших днів доніс це диво і захоплення перед платонівської теорією ", «… Наш вождь, споглядає все суще ніби з піднесення».
Маючи на увазі «божественно натхненне мислення» Сіріана, Прокл прагне «скористатися вченням нашого вождя як міцним канатом».

## Вчення
У Сіріана безумовно проводиться введений ще Ямвліхом поділ на непізнаваність абсолютну і відносну. Тобто у Сіріана з одного боку є просто Єдине (Благо), непізнаване абсолютно, з іншого виникає і так звана «ідея Єдиного (Блага)», яка пізнається як власнеідеяЄдиного (Блага), яка сама, тим не менше, залишається непізнаваною.
Єдине у Сіріана мислиться у двох різних аспектах-принципах, запозичених зі старого піфагореїзму — принципі «монади» і «невизначеної діади». Ці два принципи існують самі по собі (тому називаються «монада-в-собі» і «діада-в-собі»), і їх злиттям-об'єднанням утворюється нескінченний ряд оформленостей. Тобто «породжувана потенція», «еманація», «багатоскладовість» утворює числа, якими наповнюються всі світи, — «божественні», «інтелектуальні», «психічні», «фізичні» і «чуттєво-сприйнятливі».
Взяті самі по собі, числа діляться у Сіріана на «рахункові» і «сутнісні». Тут мається на увазі, з одного боку, складність кожного числа з одиниць, а з іншого боку, та їх цілісність, яка вже неподільна на одиниці і яку ми кожного разу так і позначаємо в неподільному вигляді, тобто як «двійку», «трійку», «дюжину», «сотню», «тисячу» і т. д., не маючи на увазі [для конкретного випадку] те, що вони власне з чого-небудь складаються. Тобто якщо «рахункові» числа є абстрактною і доноетичною сферою, «сутнісні» — вже тим «чимось», що власне утворюється з них в Нусі, де вони отримують субстанціальну якісність.
В ноуменальній сфері у Сіріана проводиться «стандартний» неоплатонічний поділ її на Розум мислимий (тобто розум як об'єкт), і на Розум мислячий (тобто розум як суб'єкт). Цей поділ, висхідний ще до Аристотеля, є присутнім у нетермінірованному вигляді у Плотіна і в термінованому — у Ямвлиха. Сіріана, слідуючи головним чином Теодору Асінскому, розробляє «давно очікуваний» третій, синтезуючий момент, який пізніше у його учня Прокла візьме формально-термінологічне закріплення.
Цей третій момент у Сіріана і мислиться як власне «основний» творчий розум, хоча сущий щедопереходу в те, що він буде творити і для чого він буде прообразом та ідеєю. За Проклом, Сіріан вчить, що цей розум знаходиться на вершині інтелектуального світу, і що він є ні що інше, як Зевс, і що цей Зевс, який сидить на вершині Олімпу, управляє всією космічною і надкосмічною областю та «обіймає початок, середину і кінець цілісності» (зауваження, вкрай характерне по суті пізнього неоплатонізму).
Щодо третьої основної неоплатонічної іпостасі, тобто світової душі, Сіріан більш послідовно проводить потрійну схему перебування, вихід та повернення; вчить про ті душевні ейдоси, які, на відміну від суто ноуменальний, стають логосами в процесі одухотворення душею всього матеріального; робить розподіл на богів, ангелів, демонів, героїв і безтілесні душі (пізніше закріплене у Прокла).